# Roland Sallai
Roland Sallai (* 22. Mai 1997 in Budapest) ist ein ungarischer Fußballspieler.

## Karriere

### Verein
Sallai spielte in seiner Jugend beim Diósgyőri VTK, Bodajk FC Siófok und Videoton FC. Seine ersten Schritte im Erwachsenenbereich machte er beim Puskás Akadémia FC, dem Nachwuchsteam des Videoton FC. Für den Klub gab er in der Saison 2014/15 sein Debüt in der höchsten ungarischen Spielklasse. Nach 47 Ligaeinsätzen in zwei Spielzeiten und dem Abstieg am Ende der Saison 2015/16 spielte Sallai die folgende Saison auf Leihbasis beim italienischen Erstligisten US Palermo. Für den Klub bestritt er im Saisonverlauf insgesamt 21 Ligaeinsätze, der Verein musste am Saisonende aber als Tabellenvorletzter absteigen und Sallai kehrte kurzzeitig nochmals nach Ungarn zurück. Ende August 2017 wechselte Sallai zum zyprischen Rekordmeister APOEL Nikosia und erzielte im Saisonverlauf neun Treffer in 29 Einsätzen, als dem Klub die Titelverteidigung gelang. Daneben bestritt er auch alle sechs Partien in der UEFA Champions League, als das Team zwei Unentschieden gegen den deutschen Vertreter Borussia Dortmund erreichte.
Am 31. August 2018 wechselte Sallai für 4,5 Millionen Euro zum deutschen Bundesligisten SC Freiburg. Der Freiburger Sportdirektor Hartenbach stellte Sallai als einen „variable[n] Offensivspieler, der gerne über die Außenbahnen kommt“, vor. Zu Beginn der ersten Saison lief es gut für Sallai. So traf er in seinem ersten Bundesligaspiel am 4. Spieltag der Saison 2018/19 beim 3:1-Sieg in Wolfsburg vom Punkt aus und stand von dort an regelmäßig im Freiburger Aufgebot. Ab November litt Sallai an einer Adduktorenreizung und fehlte fortan 16 Spieltage lang. Am 5. Mai 2019 feierte er nach sechsmonatiger Pause am 32. Spieltag im Spiel gegen Fortuna Düsseldorf sein Bundesliga-Comeback und kam auch in den folgenden letzten zwei Spieltagen auf Einsatzminuten. In der Saison 2020/21 absolvierte er 28 Ligaspiele und war mit acht Treffern nach Vincenzo Grifo der Freiburger Spieler mit den zweitmeisten erzielten Toren.
Am 5. Spieltag der Saison 2022/23 zog sich Sallai eine Augenbodenfraktur zu. Er musste operiert werden und fiel bis Ende Oktober aus, ehe er vorerst für die U23 zurückkehrte.
Am 28. Spieltag derselben Saison erzielte er im Spiel gegen Werder Bremen das 1000. Bundesligator des SC. Am 13. September 2024 wechselte Sallai in die Türkei zu Galatasaray Istanbul. Der SC Freiburg erhält über vier Jahre verteilt eine Ablöse von 6 Millionen Euro. Sallai unterschrieb einen Vierjahresvertrag.

### Nationalmannschaft
Der langjährige Juniorennationalspieler gab kurz vor seinem 19. Geburtstag am 20. Mai 2016 in einem Freundschaftsspiel gegen die Elfenbeinküste sein Debüt in der ungarischen A-Nationalmannschaft. Die Partie diente zur Vorbereitung für die Europameisterschaft 2016 in Frankreich, den Sprung in das Turnieraufgebot verpasste Sallai allerdings. Bei seinem achten Einsatz am 9. Juni 2018 in einem Freundschaftsspiel gegen Australien stand er erstmals in der Startelf.
Zur Fußball-Europameisterschaft 2021 wurde er in den ungarischen Kader berufen, kam aber mit diesem nicht über die Gruppenphase hinaus. Sallai spielte in allen drei Begegnungen der „Todesgruppe“ F von Beginn an und legte zwei der drei erzielten ungarischen Tore vor.
Im Mai 2024 wurde er von Marco Rossi in den Ungarischen Kader für die Fußball-Europameisterschaft 2024 berufen.

## Erfolge
Galatasaray Istanbul
- Türkischer Meister: 2024/25
- Türkischer Fußballpokal: 2024/25